# 男神执事团
《男神執事團》是2015年中國網絡劇，改編同名漫畫，2014年10月開機，12月殺青。

## 劇情簡介
该剧讲述一名女生与12名男神之间发生的离奇故事。

## 演員陣容

### 主要人物
| 演員   | 配音     | 角色             | 介紹                                                                     |
| 張若昀 | 張傑     | 杰               | 擁有“時空幻象”能力的執事，X                                              |
| 蒲萄   | 徐佳琦   | 天娜             | 她擁有高貴的血統而不自知，為了愛情，她進入另一個時空。她是萬眾矚目的女神 |
| 鄭業成 | 彭堯     | 羽早川           | 擁有“創造時空”能力的執事，執事長                                         |
| 文俊輝 | 心外無物 | 小德古拉         | 擁有“預見未來”能力的執事，吸血鬼                                         |
| 黃靖翔 | 邊江     | 衛恩             | 擁有“三分鐘隱形”能力的執事，人類                                         |
| 李宏毅 | 路知行   | 索隆             | 擁有“與動物對話”能力的執事，異能者                                       |
| 孫琦   | 谷放冰   | 阿薩辛           | 擁有“雙面互換”能力的執事，第四性                                         |
| 劉志宏 | 曹旭鵬   | 基蘭             | 擁有“記憶消除”能力的執事，人類或半感染體                                 |
| 符龍飛 | 趙毅     | 伊索             | 擁有“黑暗魔法”能力的執事，魔法師                                         |
| 馬睿   | 寶木中陽 | 權教授           | 擁有“暫停時間”能力的執事，外星人                                         |
| 檀健次 | 王晨光   | 花生酥           | 擁有“起死回生”能力的執事，人類                                           |
| 張子文 | 王晨光   | 林先生           | 擁有“探知前世”能力的執事，先知                                           |
| 王梓程 |          | 店主（Mr. Time） | 擁有“????”能力的執事                                                     |

## 關聯項目
- Butlers～千年百年物語～ -  《男神執事團》企劃的動畫及漫畫作品

## 外部
男神执事团的新浪微博